# Vívás a 2020. évi nyári olimpiai játékokon
A 2020. évi nyári olimpiai játékokon a vívásban tizenkettő versenyszámban avattak olimpiai bajnokot. A versenyszámokat július 24. és augusztus 1. között rendezték meg. Ezen az olimpián ismét minden vívószakágban rendeztek csapatversenyt.

## Éremtáblázat
(A táblázatokban Magyarország és a rendező ország sportolói eltérő háttérszínnel, az egyes számoszlopok legmagasabb értéke vagy értékei vastagítással kiemelve.)
| A 2020. évi nyári olimpiai játékok éremtáblázata vívásban | A 2020. évi nyári olimpiai játékok éremtáblázata vívásban | A 2020. évi nyári olimpiai játékok éremtáblázata vívásban | A 2020. évi nyári olimpiai játékok éremtáblázata vívásban | A 2020. évi nyári olimpiai játékok éremtáblázata vívásban | Olimpia  |
| --------------------------------------------------------- | --------------------------------------------------------- | --------------------------------------------------------- | --------------------------------------------------------- | --------------------------------------------------------- | -------- |
|                                                           | Ország                                                    | Arany                                                     | Ezüst                                                     | Bronz                                                     | Összesen |
| 1.                                                        | Az Orosz Olimpiai Bizottság versenyzői (ROC)              | 3                                                         | 4                                                         | 1                                                         | 8        |
| 2.                                                        | Franciaország (FRA)                                       | 2                                                         | 2                                                         | 1                                                         | 5        |
| 3.                                                        | Dél-Korea (KOR)                                           | 1                                                         | 1                                                         | 3                                                         | 5        |
| 4.                                                        | Magyarország (HUN)                                        | 1                                                         | 1                                                         | 1                                                         | 3        |
| 5.                                                        | Egyesült Államok (USA)                                    | 1                                                         | 0                                                         | 1                                                         | 2        |
| 5.                                                        | Észtország (EST)                                          | 1                                                         | 0                                                         | 1                                                         | 2        |
| 7.                                                        | Hongkong (HKG)                                            | 1                                                         | 0                                                         | 0                                                         | 1        |
| 7.                                                        | Japán (JPN)                                               | 1                                                         | 0                                                         | 0                                                         | 1        |
| 7.                                                        | Kína (CHN)                                                | 1                                                         | 0                                                         | 0                                                         | 1        |
|                                                           |                                                           |                                                           |                                                           |                                                           |          |
| 10.                                                       | Olaszország (ITA)                                         | 0                                                         | 3                                                         | 2                                                         | 5        |
| 11.                                                       | Románia (ROU)                                             | 0                                                         | 1                                                         | 0                                                         | 1        |
|                                                           |                                                           |                                                           |                                                           |                                                           |          |
| 12.                                                       | Csehország (CZE)                                          | 0                                                         | 0                                                         | 1                                                         | 1        |
| 12.                                                       | Ukrajna (UKR)                                             | 0                                                         | 0                                                         | 1                                                         | 1        |
|                                                           |                                                           |                                                           |                                                           |                                                           |          |
| Összesen                                                  | Összesen                                                  | 12                                                        | 12                                                        | 12                                                        | 36       |

## Érmesek

### Férfi
| A 2020. évi nyári olimpiai játékok férfi érmesei vívásban | | | |
| Versenyszám                                               | Arany | Ezüst | Bronz |
| Párbajtőr, egyéni                                         | Romain Cannone · Franciaország (FRA)                                                                                        | Siklósi Gergely · Magyarország (HUN)                                                                                        | Ihor Rejzlin · Ukrajna (UKR) |
| Párbajtőr, csapat                                         | Japán (JPN) · Kanó Kóki · Minobe Kazujaszu · Jamada Maszaru · Ujama Szatoru                                                 | Az Orosz Olimpiai Bizottság versenyzői (ROC) · Szergej Bida · Szergej Hodosz · Nyikita Glazkov · Pavel Szuhov               | Dél-Korea (KOR) · Pak Szangjong (Park Sang-yeong) · Ma Szegon (Ma Se-geon) · Szong Dzseho (Song Jae-ho) · Kvon Jongdzsun (Kweon Young-jun) |
| Tőr, egyéni                                               | Cőng Ká-lóng (Cheung Ka-long) · Hongkong (HKG)                                                                              | Daniele Garozzo · Olaszország (ITA)                                                                                         | Alexander Choupenitch · Csehország (CZE)                                                                                                   |
| Tőr, csapat                                               | Franciaország (FRA) · Enzo Lefort · Erwann Le Péchoux · Julien Mertine · Maxime Pauty                                       | Az Orosz Olimpiai Bizottság versenyzői (ROC) · Anton Borodacsov · Kirill Borodacsov · Vlagyiszlav Milnyikov · Tyimur Szafin | Egyesült Államok (USA) · Race Imboden · Nick Itkin · Alexander Massialas · Gerek Meinhardt                                                 |
| Kard, egyéni                                              | Szilágyi Áron · Magyarország (HUN)                                                                                          | Luigi Samele · Olaszország (ITA)                                                                                            | Kim Dzsonghvan (Kim Jeong-hwan) · Dél-Korea (KOR)                                                                                          |
| Kard, csapat                                              | Dél-Korea (KOR) · O Szanguk (Oh Sang-uk) · Kim Dzsunho (Kim Junho) · Kim Dzsonghvan (Kim Jonghwan) · Ku Bongil (Gu Bon-gil) | Olaszország (ITA) · Luca Curatoli · Luigi Samele · Enrico Berrè · Aldo Montano                                              | Magyarország (HUN) · Szilágyi Áron · Szatmári András · Decsi Tamás · Gémesi Csanád                                                         |

### Női
| A 2020. évi nyári olimpiai játékok női érmesei vívásban | | | |
| Versenyszám                                             | Arany | Ezüst | Bronz |
| Párbajtőr, egyéni                                       | Szun Ji-ven (Sun Yiwen) · Kína (CHN)                                                                                                 | Ana Maria Popescu · Románia (ROU)                                                                                               | Katrina Lehis · Észtország (EST)                                                                                                 |
| Párbajtőr, csapat                                       | Észtország (EST) · Julia Beljajeva · Irina Embrich · Erika Kirpu · Katrina Lehis                                                     | Dél-Korea (KOR) · Cshö Indzsong (Choi In-jeong) · Kang Jongmi (Kang Young-mi) · I Hjein (Lee Hye-in) · Szong Szera (Song Se-ra) | Olaszország (ITA) · Rossella Fiamingo · Federica Isola · Mara Navarria · Alberta Santuccio                                       |
| Tőr, egyéni                                             | Lee Kiefer · Egyesült Államok (USA)                                                                                                  | Inna Gyeriglazova · Az Orosz Olimpiai Bizottság versenyzői (ROC)                                                                | Larisza Korobejnyikova · Az Orosz Olimpiai Bizottság versenyzői (ROC)                                                            |
| Tőr, csapat                                             | Az Orosz Olimpiai Bizottság versenyzői (ROC) · Inna Gyeriglazova · Larisza Korobejnyikova · Marta Martyjanova · Agyelina Zagidullina | Franciaország (FRA) · Anita Blaze · Astrid Guyart · Pauline Ranvier · Ysaora Thibus                                             | Olaszország (ITA) · Martina Batini · Erica Cipressa · Arianna Errigo · Alice Volpi                                               |
| Kard, egyéni                                            | Szofja Pozdnyakova · Az Orosz Olimpiai Bizottság versenyzői (ROC)                                                                    | Szofja Velikaja · Az Orosz Olimpiai Bizottság versenyzői (ROC)                                                                  | Manon Brunet · Franciaország (FRA)                                                                                               |
| Kard, csapat                                            | Az Orosz Olimpiai Bizottság versenyzői (ROC) · Olga Nyikityina · Szofja Pozdnyakova · Szofja Velikaja                                | Franciaország (FRA) · Sara Balzer · Cécilia Berder · Manon Brunet · Charlotte Lembach                                           | Dél-Korea (KOR) · Kim Dzsijon (Kim Ji-yeon) · Jun Dzsiszu (Yoon Ji-su) · Cshö Szujon (Choi Soo-yeon) · Szo Dzsijon (Seo Ji-yeon) |